# Revolta de pe Caine
Revolta de pe Caine (în engleză The Caine Mutiny) este un film american de proces și de război care a fost regizat de Edward Dmytryk după un scenariu de Stanley Roberts. În rolurile principale au interpretat actorii  Humphrey Bogart (căpitanul Queeg), José Ferrer, Van Johnson, Fred MacMurray și Robert Francis. Este bazat pe romanul omonim al scriitorului Herman Wouk, care a câștigat Premiul Pulitzer în 1951. Prezintă evenimentele de la bordul unui distrugător-dragor al marinei americane din Al Doilea Război Mondial și de la curtea marțială ulterioară a ofițerului său executiv pentru că a făcut o revoltă împotriva căpitanului Queeg.
A fost produs de studiourile Stanley Kramer Productions și a avut premiera la 24 iunie 1954, fiind distribuit de Columbia Pictures. Coloana sonoră a fost compusă de Max Steiner. Cheltuielile de producție s-au ridicat la 2 milioane de dolari americani și a avut încasări de 21,8 milioane de de dolari americani. A fost al doilea film cu cele mai mari încasări din Statele Unite în 1954.
Filmul a avut mai multe nominalizări la a 27-a ediție a Premiilor Oscar: Premiul Oscar pentru cel mai bun film, Premiul Oscar pentru cel mai bun actor în rol secundar (Tom Tully),  Premiul Oscar pentru cel mai bun actor (Bogart), Premiul Oscar pentru cel mai bun montaj, Premiul Oscar pentru cel mai bun scenariu adaptat, Premiul Oscar pentru cea mai bună muzică de film originală într-o comedie sau dramă și Premiul Oscar pentru cel mai bun mixaj sonor (Max Steiner).

## Rezumat
Noul ofițer aspirant Willis Seward „Willie” Keith se prezintă pe distrugătorul-dragorul USS Caine, comandat de William De Vriess, unde se întâlnește cu ofițerul executiv Stephen Maryk și cu ofițerul de comunicații Thomas Keefer. De Vriess, popular printre marinari, dar antipatizat de Keith, este înlocuit la comandă de Phillip Francis Queeg, care încearcă imediat să insufle o disciplină strictă echipajului de pe Caine.
După o zi de remorcare a țintei de artilerie, Queeg ordonă întoarcerea navei spre Pearl Harbor, dar este distras când îi ceartă pe Keith și Keefer deoarece un marinar are cămașa scoasă din pantaloni. Ignorând avertismentele repetate ale timonierului, căpitanul permite navei să facă un cerc complet și să treacă peste linia de remorcare, făcând ca ținta să ajungă în derivă. Queeg încearcă să ascundă incidentul.
Desemnat să însoțească un grup de nave de debarcare în timpul unei invazii a unei mici insule din Pacific, Queeg își abandonează misiunea înainte de a ajunge la punctul de plecare desemnat și, în schimb, ordonă aruncarea unei grenade cu vopsea în apă, lăsând navele de debarcare să se descurce singure. Queeg le cere ofițerilor săi sprijinul lor, dar aceștia rămân tăcuți și îl poreclesc „Old Yellowstain”, o poreclă care implică lașitate.
Keefer, crezând că Queeg este paranoic, îl încurajează pe Maryk să ia în considerare demiterea lui Queeg pe baza incapacității mentale conform articolului 184 din Regulamentele Marinei. Deși Maryk respinge furios această posibilitate, el începe să țină un jurnal medical care să documenteze comportamentul căpitanului.

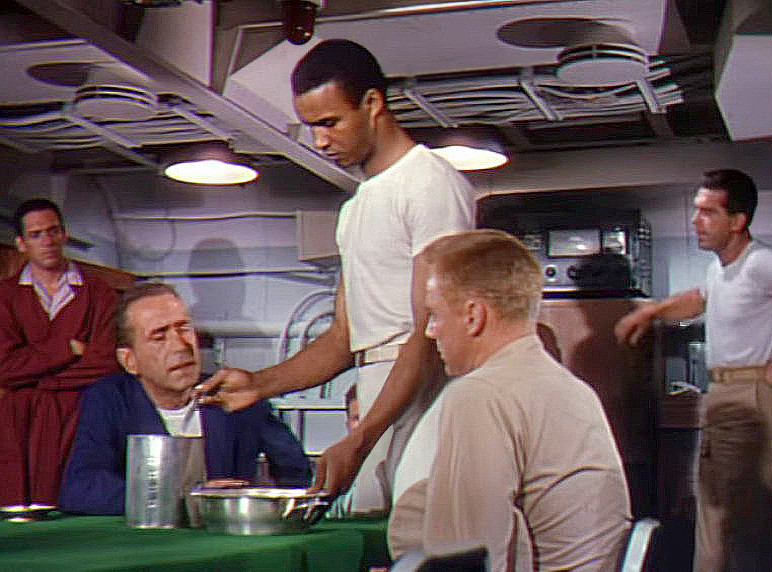
Investigația furtului de căpșuni

După ce căpșunele primite cadou lipsesc din cantina ofițerilor, Queeg ordonă o investigație elaborată pentru a găsi vinovatul, amintind de un incident de la începutul carierei sale, când a primit o felicitare pentru descoperirea furtului de alimente. În ciuda lipsei relative de importanță a furtului și a pretenției că personalul din bucătărie ar fi mâncat căpșunele lipsă, Queeg continuă cu investigația sa, insistând că trebuie să fie făcută și cere o percheziționare amănunțită a navei în căutarea unei chei duplicat.
Convins de instabilitatea lui Queeg, Maryk îi cere lui Keefer și Keith să meargă cu el să-l vadă pe amiralul Halsey pentru a discuta despre această chestiune. Ajuns la bordul navei amiral, Keefer dă înapoi, spunându-le celorlalți că acțiunile lui Queeg vor fi interpretate ca încercări de a insufla disciplina și că ei vor avea necazuri. În timp ce pleacă înapoi pe Caine, un asistent le spune că se apropie un taifun.
În punctul culminant al furtunii, Maryk îl îndeamnă pe căpitan să inverseze cursul, dar Queeg refuză, neavând niciun ordin de la flotă în acest sens sau să manevreze după bunul plac. Catargul și radarul navei sunt distruse de valuri. Pupa iese complet din apă, existând amenințarea ca nava să se răstoarne. Îngrijorat de faptul că nava va fi pierdută, echipajul așteaptă ordin de la Queeg, dar acesta pare a fi înghețat, fie din indecizie, fie din frică. Cu sprijinul lui Keith, Maryk preia comanda de la Queeg.
Caine, puternic afectată, se reîntoarce în șantierul naval de la San Francisco, unde Maryk și Keith se confruntă cu o curte marțială pentru revolta lor. Aviatorul naval Barney Greenwald, rănit, un avocat în viața civilă, devine cu reticență avocatul apărării lui Maryk după ce opt avocați ai Marinei au refuzat misiunea.

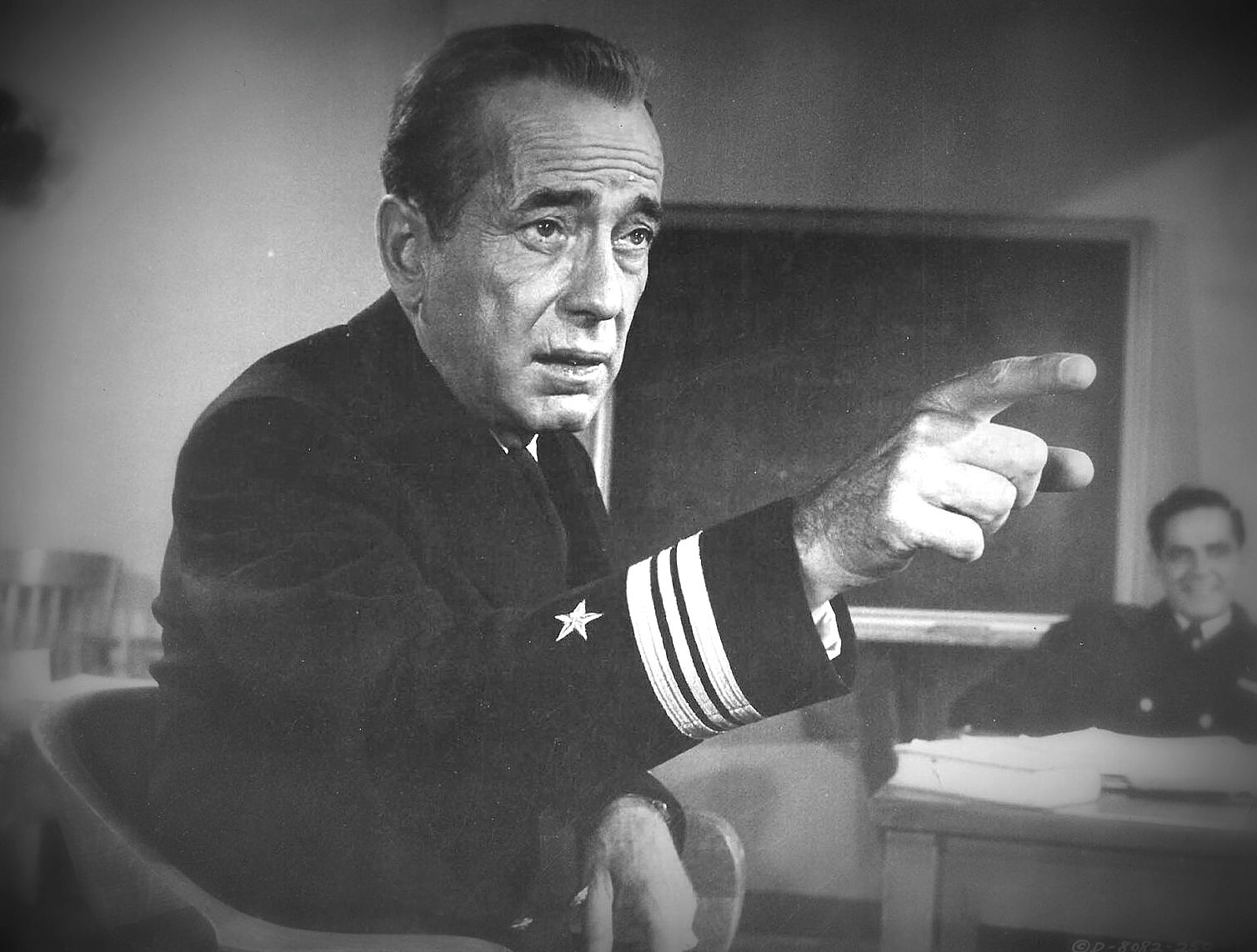
Queeg în boxa martorilor

La curtea marțială, Keefer este chemat ca martor, susținând că nu a observat niciodată vreo boală mintală la Queeg și niciodată nu l-a sfătuit pe Maryk să-l demită de la comandă. Un psihiatru al Marinei depune mărturie că Queeg este potrivit pentru comandă, dar în timpul interogării lui Greenwald confirmă că Queeg prezintă simptome ale unei personalități paranoice. Sub implacabilul interogatoriu încrucișat al lui Greenwald, Queeg prezintă un comportament ciudat ca martor - despre care el însuși realizează în cele din urmă că îi va face rău - iar Maryk este achitat.
În urma achitării, ofițerii Caine organizează o petrecere, unde Keefer este primit glacial de Maryk. Greenwald apare și el, beat, și reproșează ofițerilor că nu apreciază serviciul îndelungat al lui Queeg în apărarea țării și că nu i-au oferit sprijinul pe care acesta l-a cerut. El îl denunță pe Keefer drept adevăratul „autor” al revoltei, un bărbat care „urăște Marina” care i-a manipulat pe alții, păstrându-și propriile mâini curate. Apoi aruncă un pahar de șampanie în fața lui Keefer și pleacă, urmat de restul ofițerilor, lăsându-l pe Keefer singur în cameră.
După proces, Keith este repartizat pe un nou distrugător care este comandat de căpitanul anterior de pe Caine, comandantul De Vriess.

## Distribuție
Au interpretat actorii:

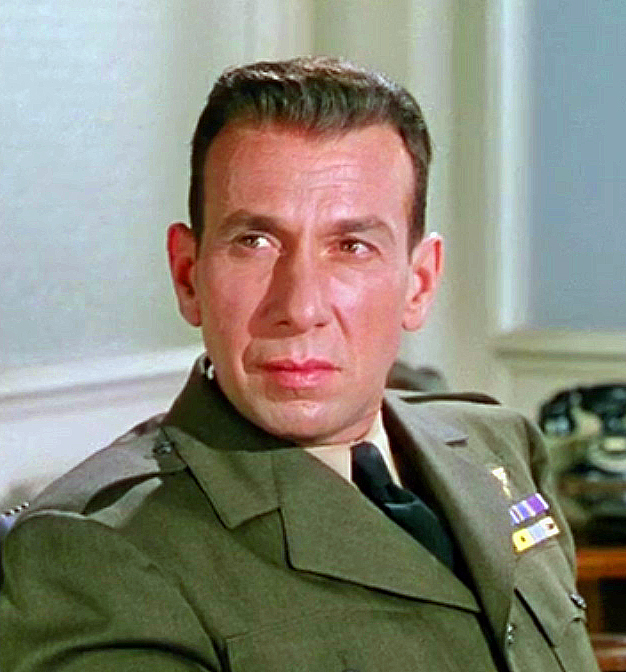
Jose Ferrer ca avocatul apărării Barney Greenwald

- Humphrey Bogart - Lieutenant Commander Philip Francis Queeg
- José Ferrer - Lieutenant Barney Greenwald
- Van Johnson - Lieutenant Steve Maryk
- Fred MacMurray - Lieutenant Tom Keefer
- Robert Francis - Ensign Willis Seward "Willie" Keith
- May Wynn - May Wynn
- Tom Tully - Lieutenant Commander William H. De Vriess
- E. G. Marshall - the prosecutor, Lieutenant Commander Challee
- Arthur Franz - Lieutenant (junior grade) H. Paynter Jr.
- Lee Marvin - "Meatball"
- Warner Anderson - Captain Blakely, președintele curții marțiale
- Claude Akins - "Horrible"
- Katherine Warren - Mrs. Keith, mama aspirantului Keith
- Jerry Paris - aspirant Barney Harding
- Steve Brodie - Șef Budge

Nemenționați

- Todd Karns - Gunner's Mate 2nd Class John Stilwell
- Whit Bissell - Lieutenant Commander Dixon, Psihiatru al Marinei
- James Best - Lieutenant Jorgensen
- Joe Haworth - Ensign Carmody
- Herbert Anderson - Ensign Rabbit
- James Edwards - Whittaker
- Don Dubbins - Urban
- David Alpert - Engstrand
- Kenneth MacDonald - un membru al comisiei curții marțiale